# Joan Chamorro

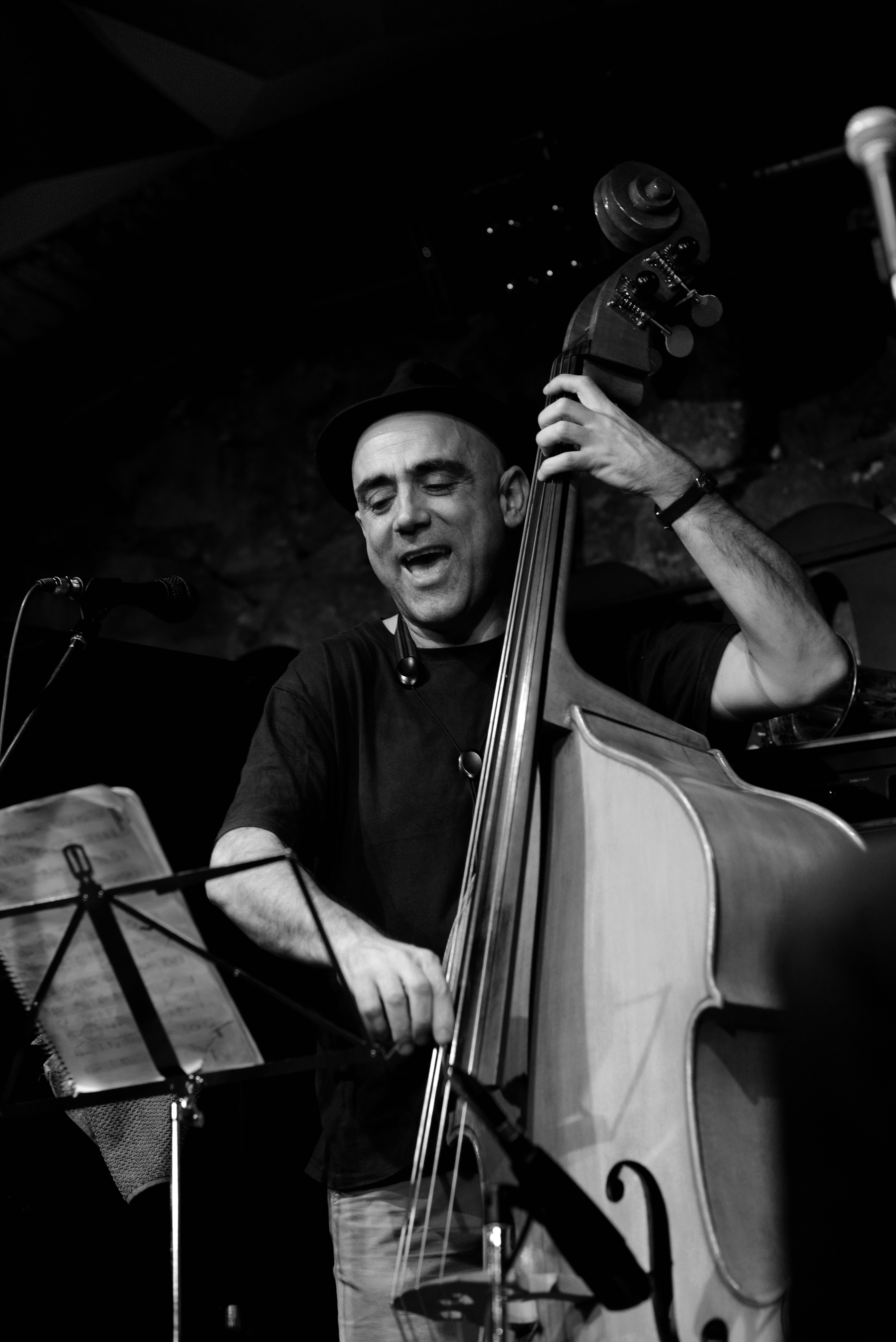
Joan Chamorro (2014)

Joan Chamorro (* 24. September 1962 in Cáceres) ist ein spanischer Jazzmusiker (Saxophone, Klarinetten, Flöte, Kontrabass, Komposition).

## Wirken
Chamorro hörte in seiner Kindheit Popmusik und konzentrierte sich erst mit 18 Jahren auf klassische Musik und Jazz, als er anfing, Saxophon und Gitarre zu spielen. Er studierte klassisches Saxophon am Konservatorium Barcelona bei Adolf Ventas. Parallel dazu absolvierte er eine Jazzausbildung an der Taller de Músics von Barcelona. Er war Mitglied in der Big Band del Taller de músics, der Big Band de Bellaterra, der John Dubuclet Big Band, der Big Band Jazz Terrassa und der Eladio Reinón-Tete Montoliu Supercombo.
Chamorro spielte mit Slide Hampton, Frank Foster, Teddy Edwards, Frank Wess, Bebo Valdés, Randy Brecker, Gary Smulyan, Dick Oatts, Ralph LaLama, Jesse Davis, Dennis Rowland, Carmen Lundy, Michael Mossman, Bart van Lier, Bobby Shew, Judy Niemack, Perico Sambeat sowie mit Josep Maria Farràs, Lluís Vidal, David Mengual und David Xirgu. Er tourte durch Europa und trat bei renommierten spanischen Jazzfestivals auf. Er gehörte zeitweilig zum Orquestra de Radio Televisión Española, wo er auch The Manhattan Transfer und Stevie Wonder begleitete und war Theatermusiker im Orquestra del Teatre Lliure.
Chamorro ist der Gründer und Leiter der Sant Andreu Jazz Band, mit deren Solisten er 2022 auch gemeinsam mit der WDR Big Band in der Kölner Philharmonie auftrat. Mit seiner Combo begleitete er seine Schülerinnen Andrea Motis und Èlia Bastida. 2021 würdigte ihn das Barcelona Jazz Festival mit seinem Künstlerporträt; er gab dort fünf Konzerte in unterschiedlichen Besetzungen.
Tom Lord verzeichnet 79 Aufnahmesitzungen mit Chamorro zwischen 1988 und 2021.

## Diskographische Hinweise
- Baritone Rhapsody, Feat. Scott Robinson (Fresh Sound New Talent 2011, mit David Mengual, David Xirgu, Enrique Oliver, Toni Belenguer, Joan Monné, Sergi Vergés, Víctor de Diego, Jon Robles, Julián Sánchez)
- Presenta la Màgia de la Veu (Jazz to Jazz 2015, mit Magalí Datzira, Andrea Motis, Eva Fernández, Rita Payés, Ignasi Terraza, Josep Traver, Esteve Pi)
- Andrea Motis, Joan Chamorro, L'Orquestra Simfònica del Vallès Live at Palau de la Música (Jazz to Jazz 2015)
- La Màgia de la Veu & Jazz Ensemble (Jazz to Jazz 2016)
- Presenta’s Big Band (Jazz to Jazz 2023, mit u. a. Andrea Motis, Eva Fernández, Magalí Datzira, Rita Payés, Marc Martín, Joan Mar Sauqué, Èlia Bastida, Joan Codina, Alba Armengou, Carla Motis, Joana Casanova, Jan Domènech, Marçal Perramon, Joan Martí, Alba Esteban, Arnau Julià)